# Campeonato Pernambucano de Futebol Feminino de 2017
O Campeonato Pernambucano de Futebol Feminino de 2017, foi a 15.ª edição da principal competição do futebol feminino pernambucano. A competição contou com o mesmo regulamento do ano anterior, só o número de participantes que foi reduzido (de 10, para 8).
Inicialmente, o torneio se iniciaria em 8 de março e tinha previsão de término para 7 de julho. Contudo, a competição foi adiada para o dia 30 de abril (Dia Nacional da Mulher). Segundo a FPF, a mudança na data de início ocorreu para que todos os clubes participantes tivessem tempo suficiente para inscrever suas atletas no Boletim Informativo Diário (BID) da CBF. A alteração foi aceita por todos os representantes de clubes que estiveram presentes no encontro.
O título da competição, foi decidido entra as equipes do Sport e do atual campeão Vitória das Tabocas (que até o presente momento, vinha de uma sequência de sete títulos e dois deles, de forma invicta). No primeiro embate, vitória esmagadora das leoas da ilha por 5 a 1. No segundo, ambas equipes não fizeram grandes lances, terminando a partida com um empate de 1 a 1, o que coroou a campanha impecável e cheia de goleadas das meninas do Sport, que conquistou seu sexto título na competição. Com a conquista do estadual, a equipe do leão da ilha teve a oportunidade de representar o estado, na mais nova divisão do futebol nacional feminino, a Série A2 do Campeonato Brasileiro Feminino em 2018 mas, como o clube já estava disputando a Primeira divisão, coube ao Náutico herdar o direito de representar o estado na competição.

## Regulamento
Inicialmente, o Pernambucano Feminino de 2017 teria 8 equipes disputando o título da competição mas, Sete de Setembro e Ipojuca , decidiram abandonar a competição no inicio do campeonato, restando apenas seis equipes na disputa. Apesar das desistências, o campeonato seguiu com o mesmo regulamento. O campeonato se dividiu em três fases distintas:
Na primeira fase, as equipes seriam divididas em dois grupos, disputando uma fase classificatória, avançando para a fase seguinte (Semifinais), as duas melhores equipes em seus respectivos grupos. Na segunda e terceira fase, as quatro equipes que se classificaram na fase anterior, disputaram um torneio eliminatório até a final. Todos as partidas jogadas nas três fases, foram jogados em jogos de ida e volta, conforme o regulamento da competição.

### Critérios de desempate
Em caso de empate por pontos entre dois ou mais clubes, os critérios de desempate seriam aplicados na seguinte ordem:
1. Número de vitórias;
2. Saldo de gols;
3. Gols pró;
4. Confronto direto;
5. Menor número de cartões vermelhos;
6. Menor número de cartões amarelos;
7. Sorteio.

Com relação ao quarto critério (confronto direto), considera-se o resultado dos jogos somados, ou seja, o resultado de 180 minutos. Permanecendo o empate, o desempate se daria pelo maior número de gols marcados no campo do adversário. O quarto critério não seria considerado no caso de empate entre mais de dois clubes.

## Participantes
| Equipe                | Cidade                  | Em 2016  | Estádio (mando)     | Capacidade | Títulos        |
| --------------------- | ----------------------- | -------- | ------------------- | ---------- | -------------- |
| Ferroviário do Cabo   | Cabo de Santo Agostinho | ND       | Gileno de Carli     | 5 000      | 0 (não possui) |
| Flamengo de Arcoverde | Camaragibe              | ND       | Áureo Bradley       | 6 000      | 0 (não possui) |
| Náutico               | Recife                  | 3° lugar | Estádio dos Aflitos | 22 856     | 2 (em 2006)    |
| Porto-PE              | Caruaru                 | ND       | Lacerdão            | 19 548     | 0 (não possui) |
| Sport                 | Recife                  | ND       | Ilha do Retiro      | 35 000     | 5 (em 2009)    |
| Vitória das Tabocas   | Vitória de Santo Antão  | 1° lugar | Carneirão           | 10 911     | 7 (em 2016)    |

## Primeira fase
Atualizado em 12 de junho.

## Fase final
Em itálico, as equipes que possuem o mando de campo no primeiro jogo do confronto e em negrito as equipes classificadas.
|  | Semifinais 18 e 25 de junho | Semifinais 18 e 25 de junho | Semifinais 18 e 25 de junho | Semifinais 18 e 25 de junho |   |                     | Final 28 de junho à 1 de julho | Final 28 de junho à 1 de julho | Final 28 de junho à 1 de julho | Final 28 de junho à 1 de julho |
|  |                             |                             |                             |                             |   |                     |                                |                                |                                |                                |
|  | Náutico                     | 0                           | 0                           | 0                           |   |                     |                                |                                |                                |                                |
|  | Vitória das Tabocas         | 1                           | 3                           | 4                           |   |                     |                                |                                |                                |                                |
|  | Vitória das Tabocas         | 1                           | 3                           | 4                           |   | Vitória das Tabocas | 1                              | 1                              | 2                              |                                |
|  |                             |                             |                             |                             |   | Vitória das Tabocas | 1                              | 1                              | 2                              |                                |
|  |                             | Sport                       | 5                           | 1                           | 6 |                     |                                |                                |                                |                                |
|  | Porto-PE                    | Sport                       | 5                           | 1                           | 6 | 0                   | 0                              | 0                              |                                |                                |
|  | Porto-PE                    |                             |                             |                             |   | 0                   | 0                              | 0                              |                                |                                |
|  | Sport                       | 10                          | 14                          | 24                          |   |                     |                                |                                |                                |                                |

|  | Disputa do 3° lugar 1 de julho |   |
|  |                                |   |
|  | Náutico                        | 6 |
|  | Porto-PE                       | 1 |

## Premiação
| Campeonato Pernambucano Feminino de 2017 |
| ---------------------------------------- |
| Sport Campeão (6° título)                |

## Estatísticas

### Artilharia
| Gols | Jogador           | Equipe              |
| ---- | ----------------- | ------------------- |
| 10   | Ana Clara (Popó)  | Náutico             |
| 10   | Juliana Lima      | Sport               |
| 10   | Paloma Lemo       | Vitória das Tabocas |
| 7    | Jayanne Queiroz   | Sport               |
| 7    | Bianca Cavalcanti | Sport               |
| 7    | Ariadina Alves    | Sport               |